# Descripteur
Descripteur est un terme inventé par Calvin Mooers  dans les années 1950  et employé de nos jours pour l'emploi et l'élaboration d'un  thésaurus documentaire : le mot simple ou uniterm de Taube (ou aussi mot clé)  utilisé en vocabulaire contrôlé peut être  remplacé par un mot ou un groupe de mots conceptuels, ou expressions, concepts  appelés descripteurs par Mooers.
Le Cadre européen commun de référence pour les langues (CECRL) en dispose.